# Заврх при Тројанах
Заврх при Тројанах (словен. Zavrh pri Trojanah) је насељено место у општини Луковица, Средњесловенска регија, Словенија.

## Историја
До територијалне реорганизације у Словенији била је у саставу старе општине Домжале.

## Становништво
У попису становништва из 2011. године, Заврх при Тројанах је имао 51 становника.
| Број становника према пописима | Број становника према пописима | Број становника према пописима |
| ------------------------------ | ------------------------------ | ------------------------------ |
| 1991                           | 2002                           | 2011                           |
| 38                             | 51                             | 51                             |

Напомена: До 1953. исказивано под именом Заврх. Године 2014. извршена је мања размена територије између насеља Заврх при Тројанах и Учак.

## Галерија
1. ↑  „Statistični urad Republike Slovenije”. Архивирано из оригинала 24. 02. 2015. г. Приступљено 29. 10. 2023.